# Louninets
Louninets (en biélorusse : Лунінец, alphabet łacinka : Łuniniec ; en russe : Лунинец ; en polonais : Łuniniec) est une ville de la voblast de Brest, en Biélorussie, et le centre administratif du raïon de Louninets. Sa population s'élevait à 24 712 habitants en 2017.

## Géographie
Louninets est située à 50 km au nord-est de Pinsk, à 191 km au sud-ouest de Minsk et à 213 km à l'est de Brest.

## Histoire
La première mention de Louninets dans des documents remonte à l'année 1449 : c'était alors le village de Maly Louline. La localité fut polonaise de 1540 à 1790, puis fut rattachée à l'Empire de Russie.
À la fin du XIXe siècle, Louninets devint un important carrefour ferroviaire. À nouveau polonaise de 1921 à 1939, elle était la capitale de la voïvodie de Polésie. Après la signature du Pacte germano-soviétique, elle fut envahie par l'Armée rouge en septembre 1939, puis annexée par l'Union soviétique. En 1940, Louninets reçut le statut de ville et devint un centre administratif de raïon.
Au cours de la Seconde Guerre mondiale, elle fut occupée par l'Allemagne nazie du 10 juillet 1941 au 10 juillet 1944. Plus de 4 000 Juifs de Lounimets et des alentours furent assassinés près de la ville de 1941 à 1943 par les nazis. Durant la guerre froide, une base aérienne soviétique était en activité près de Louninets.

## Population
Recensements (*) ou estimations de la population :
| 1795 | 1897* | 1921  | 1959*  | 1970*  | 1979*  | 1989*  |
| ---- | ----- | ----- | ------ | ------ | ------ | ------ |
| 624  | 3 185 | 8 267 | 10 328 | 14 257 | 18 539 | 23 213 |

| 1999*  | 2012   | 2013   | 2014   | 2015   | 2016   | 2017   |
| ------ | ------ | ------ | ------ | ------ | ------ | ------ |
| 23 900 | 23 949 | 24 095 | 24 047 | 24 220 | 24 412 | 24 712 |

## Jumelage
La ville est jumelée à :
- Limbaži (Lettonie)
- Polessk (Russie)
- Piława Górna (Pologne)
- Schenefeld (Allemagne) depuis le 30 septembre 2001[5]